# Cathédrale Sainte-Sophie d'Almaty
Cette  cathédrale ne doit pas être confondue avec une autre cathédrale d'Almaty.
 D’autres cathédrales portent le nom de cathédrale Sainte-Sophie.
La cathédrale Sainte-Sophie (en russe : Софийский собор) est une cathédrale orthodoxe russe située à Almaty au Kazakhstan.
Elle est située dans le centre-ville à proximité de la cathédrale de l'Ascension.

## Histoire
La première cathédrale Sainte-Sophie est consacrée en 1871. 
En 1887, le bâtiment est détruit par un tremblement de terre. 
En 1895, la cathédrale est reconstruite dans un endroit différent de la ville.
En 1910, le bâtiment est secoué par un nouveau tremblement de terre. 
Après la révolution de 1917, l'église est fermée et le bâtiment est transformé en salle de cinéma et de théâtre.
En 1989, le bâtiment est rendu à l'Eglise orthodoxe russe. 
L'édifice est rebâti et consacré le 19 mai 2004. Les cloches, les dômes et les croix sont placées à la mi-2006. 
L'inauguration de la nouvelle cathédrale a lieu le 30 septembre 2007.